# Чагодощенський район
Чагодощенський район (рос. Чагодощенский район) — муніципальне утворення у Вологодській області Росії. Адміністративний центр - робітниче селище Чагода.

## Географія
Чагодощенський район - найзахідніша територія Вологодської області. Площа його території - 2 408,63 км². Протяжність з півночі на південь - 60 км і з заходу на схід - 68 км.
межує:
- На північному заході з Бокситогорським районом Ленінградської області
- На північному сході з Бабаєвським районом Вологодської області
- На сході з Устюженським районом Вологодської області
- На півдні з Пестовським районом Новгородської області
- На південному заході з Хвойнинським районом Новгородської області

Район розташований в басейнах річок Чагода (Чагодоща) і Кобожи, які є лівими притоками Мологи.

## Історія
Район утворений 12 січня 1965 року.

## Населення
Населення - 12 345 осіб (2017 рік).